# Faust. Prvý díl tragédie
Tento článek popisuje děj prvního dílu Goethova dramatu Faust. Viz též Faust. Druhý díl tragédie.

## Předzpěvy
Věnování.
Stance z roku 1797. Spolu s „Předehrou“ a „Prologem“ zařazeny roku 1808 do vydání 1. dílu. Vyjadřují autorovy pocity z doby, kdy se oddaloval svému mladistvému záměru básnickému.
Předehra na divadle.
Divadelní ředitel, básník a komik (v orig. Lustige Person) diskutují o smyslu divadla. Ředitel by rád „do noty trefil davu“, básník chce stvořit věčné, ryzí hodnoty, a komik zdůrazňuje, že „svět potrpí si na legrace“ a úkolem herce je „bavit přítomné“. Forma („divadlo na divadle“) i obsah („na divadle o divadle“) ukazují k obdobám romanticky ironickým, spolu i k dávnému vzoru (k prologu Kálidásovy „Šakuntaly“). Hojně zásad, platných pro Goethovu estetiku i praxi, v závěrečných slovech jakýsi (přesně nedodržený) rozvrh básně, zabírající svým dějem tré vrstev kosmu.
Prolog v nebi.
Z roku 1800. Po hymnickém vstupu prvá dějová složka „Fausta“, zarámovaného metafyzickým námětem: sázkou mezi Hospodinem a Mefistofelem, pojatým za ducha popírajícího, ale spíše za čtveráka než za princip naprostého zla. Mefistofeles navrhuje: „Vsaďme se, že se vám přec jen ztratí!“ I ďáblův svod náleží do tvůrcova záměru, sázka tedy (předobrazená ve starozákonné knize Jobově) má předem pravděpodobnost výhry boží.

## Prvý díl tragédie
Noc. 
Dějovým podkladem legenda XVI. století, zpracovaná v německých lidových knihách, též v anglickém dramatu Marloweovu: Dr. Faust (historicky doložen asi 1480–1540), zklamán věděním fakult, zahloubán do černé magie.
 Za branou. 
Tato „velkonoční procházka“, za jejíhož průběhu se mění scenérie, rovněž až v Tragédii 1808. Ke konci (motivem pudlíka) přechod k výstupu Mefistofelovu.
 Studovna (Faust s pudlíkem). 
Faustovo odhodlání překládat Nový zákon: v duchu XVI. století. Nahrazení počátku evangelia Janova slovy Byl na počátku čin – výraz Faustovy (a Goethovy) filosofie aktivistické. Mefistofeles (jméno záhadného původu, spíše z hebrejštiny než z řečtiny) definuje svou bytost a působnost ve shodě s „Prologem v nebi“: proti své vůli koná dobro, ne zlo; je duch, jenž popírá; je částí odvěké temnoty; nenávidí svět a marně usiluje o jeho zničení.
 Studovna (Faust, Mefistofeles). 
Scéna smlouvy, jen z menší, druhé části už ve fragmentu, vyslovuje přesnými podmínkami sázky mezi člověkem a ďáblem, jež koresponduje se sázkou mezi bohem a ďáblem, základní osnovu děje. Předchozí scénou a svým k vášnivému proklínání světa se stupňujícím pesimismem Faust připraven k okamžiku, v němž se krví upisuje Mefistofelovi.
 Auerbachův sklep v Lipsku. 
Scéna „Urfausta“, z prózy však převedena do rýmů. Goethovy upomínky na lipské studie, ostré viděné postavy pijáků: mladý Frosch, řvavý Brander, zahořklý, plešatý Siebel, letitý Altmayer; studentské zvyky a neplechy: pitka, volba papežem, zpívání písniček: o kryse – parodie milostného citu, o bleše – karikatura dvořenínské poddanosti. Mefistofelovy čáry s vínem, doprovozené šlehy na německé šosáctví a vlastenectví.
 Čarodějnická kuchyně. 
Vznikla v únoru 1788 v zahradě římské vily Borghese, kdy představy rodného severu nabývaly tvarů dvojnásob dráždivých a pitvorných. Ke grotesknímu ději pojí se výpady literární, politické aj. Sabat – předběžné ohlášení Valpuržiny noci, té schůzky ďáblů a čarodějek.
Další scény 1. dílu se souhrnně označují jako Markétčina tragédie. S výjimkou Lesa a sluje, Valpuržiny noci a Snu Valpuržiny noci převzaty z „Urfausta“, kde arci některé scény jen načrtnuty nebo obsaženy v prostší a drastičtější podobě (závěrečná v žaláři). Dějovým předpokladem: jednak autorovy citové zkušenosti ve Frankfurtu a zvlášť v Sesenheimu, jednak literární tradice doby Sturm und Drang, protestující proti příkrému odsuzování nevdaných matek, doháněných k vraždě dítěte.
 Ulice (Faust, Markéta). 
I ďábel udiven svůdnickou pohotovostí Faustovou.
 Večer. 
Markétka zde je charakterizována monology a písněmi.
 Procházka. 
Silné akcenty protiklerikální.
 U sousedky. 
Postava Marty i humor celé scény mají něco z tónu hanssachsovského.
 Ulice (Faust, Mefistofeles). 
Faust marně hledá jméno pro svůj přemocný cit – důležité doznání nevyslovitelnosti vnitřního života.
 Zahrada. 
Paralelismus dvou velmi nestejných dvojic. Na Markétce silně vyzvednut mateřský cit před mateřstvím. Faust opět o nevýslovném.
 Besídka. 
Dějově patří bezprostředně k scéně předcházející.
 Les a sluj. 
Faustův monolog v pětistopém nerýmovaném jambu vznikl v Římě 1788, rovněž následující dialog s Mefistofelem, jen závěr převzat z „Urfausta“. V posledních výkřicích Faustových zhuštěný titanismus a vnitřní rozvrácenost Sturm und Drang.
 Markétčina světnice. 
Monolog převzat z „Urfausta“.
 Martina zahrada. 
Faustovo vyznání naplněno duchem panteismu, spřízněno tedy s pohanstvím.
 U kašny. 
Drastičnost i naturalismus ponechány v slohu „Urfausta“.
 Městský val. 
Modlitba k bohorodičce ponechána Goethem opět ve znění „Urfausta“, parafrázována a stupňována na konci 5.dějství 2.dílu.
 Noc. Ulice před Markétčinými dveřmi. 
Začátek už v „Urfaustu“, celá scéna až 1808. Mefistofelova píseň podle písně Ofeliiny v „Hamletu“. Valentinova povahokresba, zvláště scéna jeho umírání, sytě dokresluje prostředí měšťanské tragédie.
 Chrám. 
Scéna převzata z „Urfausta“, leč přemístěna. Zlý duch – nikoli Mefistofeles, spíše personifikace Markétčina svědomí.
 Valpuržina noc. 
Scéna projektována 1797, vypracována 1799 a v letech následujících. Podle náčrtků uchovaných v Goethově pozůstalosti je zřejmé, že partie zařaděné do konečného znění „Fausta“ jsou jenom částí rozvrhu velkorysejšího, v němž ďáblovská i čarodějnická účast měly být vystiženy ještě pádněji a v němž mimo jiné měla být zbásněna krvelačnost inkvizice. Dějovým předpokladem scény jest, že Faust po svedení Markétčině je Mefistofelem zaplétán do nových, divočejších smyslových dobrodružství; prožívá je, ale ukojen jimi není, a ježto v něm stále žije obraz opuštěné milenky, vymaní se posléze z kouzelnických orgií. Prostředí líčeno podle prostonárodních podání i podle starých rytin znázorňujících sabat, tj. schůzku čarodějek s čerty a s jejich knížetem Satanem čili Uriánem. Lokalita nejen vesnic Schierke a Elend, ale i skal byla Goethovi dobře známa, jak o tom svědčí i popis barev a dýmu. Závěrem scény je dosti násilný přechod k následujícímu představení diletantů.
 Sen Valpuržiny noci. 
Z roku 1797. Neústrojná vložka vsunutá do „Fausta“ jako satirická mezihra.
 Ponurý den. Pole. 
Jediná scéna ponechaná v próze, převzatá z „Urfausta“, s drásavým protestem proti úzkoprsé spravedlnosti, soudící bludy a poklesy lásky. Mefistofelovo Ona není první – bodavé, k odporu vyzývající projádření světaznalého cynismu.
 Noc. Širé pole. 
Přízračné vidění převzaté z „Urfausta“.
 Žalář. 
Děj z „Urfausta“, jehož silná próza přelita do melodických, pololidových rýmů. Markétčina píseň podle lidové pohádky; její šílenství ukazuje k literární obdobě se scénami Ofelie. Tragédie vrcholí v odhodlání, že dvojnásobná vražednice, zavrhujíc Mefistofelovu pomoc, vydává se do rukou popravčího. Hlasem shůry Je zachráněna zjednán přechod k 2. dílu a k motivu nebeského povznesení v posledním dějství.